# Ilybius montanus
Ilybius montanus là một loài bọ cánh cứng bản địa của châu Âu và Bắc Phi. Ở châu Âu, nó được tìm thấy ở Bỉ, Britain và Ireland, Corse, mainland Đan Mạch, chính quốc Pháp, Đức, Litva, Ba Lan, Chính quốc Bồ Đào Nha, Sardegna, Sicilia, Chính quốc Tây Ban Nha, và Hà Lan.